# جريان مضطرب

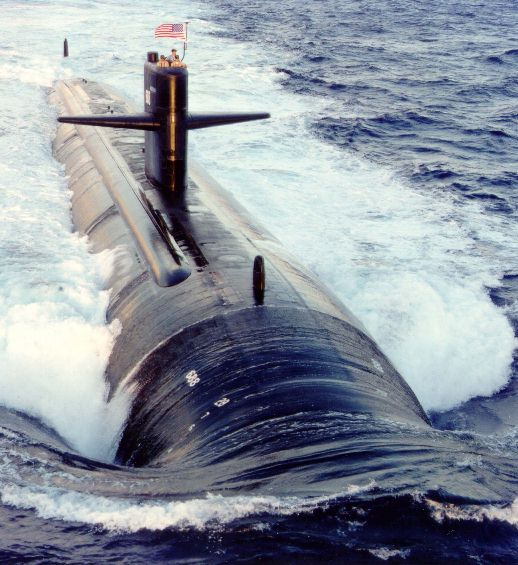
جريان صفائحي وجريان مضطرب للماء على سطح غواصة.

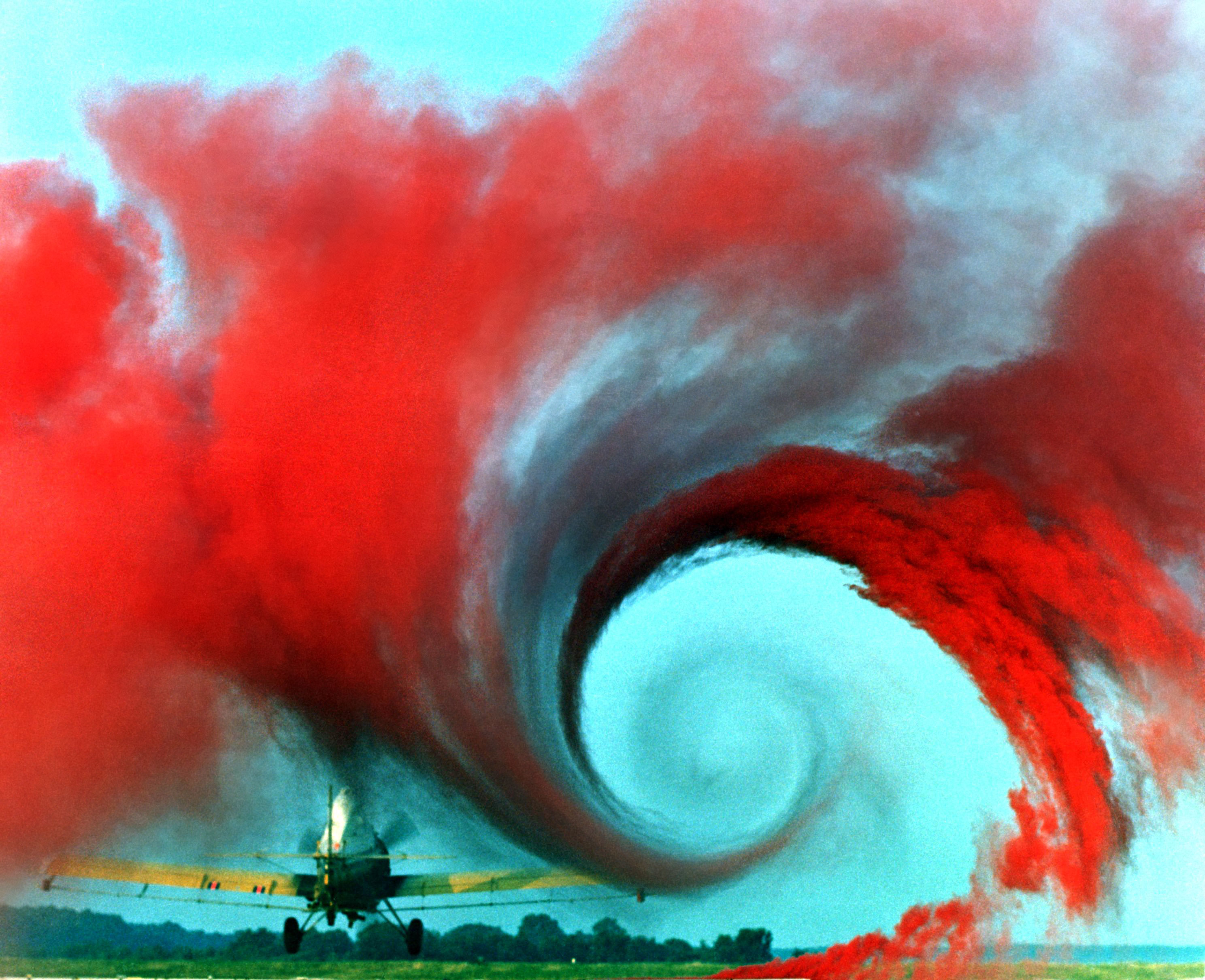
اضطراب الهواء على طرف جناح طائرة.

يعرف الاضطراب أو الجريان المضطرب في ميكانيك السوائل بأنه نظام جريان للمائع يتميز بالفوضوية وتغير خواصه بعشوائية. ويتضمن هذا الزخم الانتشاري، وارتفاع زخم الحمل، إضافة إلى تغيرات كبيرة في الضغط ودرجة الحرارة مع الزمن والحيز الذي يجري فيه. وصف ريتشارد فاينمان الجريان المضطرب بأنه أكبر مشكلة غير محلولة في الفيزياء الكلاسيكية يدعى الجريان الذي تتناقص فيه الطاقة الحركية بسبب فعل لزوجة جزيئات السائل بالجريان الصفائحي ويكون عدد رينولدز في الجريان الصفائحي أقل من 2100، بينما في الجريان المضطرب يكون هذا العدد كبير، وتعرف المنطقة التي يكون فيها عدد رينولدز أكبر من 2100 وأصغر من 4000 بالمنطقة الانتقالية. يظهر في الجريان المضطرب العديد من الزوابع بمقاييس مختلفة تتداخل فيما بينها. كما يتغير موضع وبينة الطبقة الحدية مما قد ينتج عنه أحياناً نقص في مقاومة الجريان

## نشأته
استطاع الفيزيائي «أوزبورن رينولدز» في عام 1883 توضيح انتقال الجريان الصفائحي للماء إلى جريان مضطرب بواسطة تجربة استخدم فيها ألوان مع ماء يجري في أنبوب. وبهذه الطريقة حصل على نتيجة أن نشأة الاضطراب في الماء تبدأ عند سرعة معينة للماء. وعن طريق تجربته وتغيير سرعة الماء استطاع استنتاج أعداده التي تسمى عدد رينولد ويرمز له بالرمز Re .
تهتم نظرية الاستقرار الخطية بالانتقال من جريان صفائحي إلى جريان مضطرب. وتصف تلك النظرية تزايد حجم موجات مضطربة من موجات صغيرة. أحد تلك الموجات المضطربة الناشئة معروفة باسم «موجة تولمان-شليختينج».